# كارول وودز
كارول وودز (بالإنجليزية: Carol Woods)‏ هي مغنية أمريكية، ولدت في 13 نوفمبر 1943 في جامايكا ‏ في الولايات المتحدة.

## وصلات خارجية
- كارول وودز على موقع IMDb (الإنجليزية)
- كارول وودز على موقع ميوزك برينز (الإنجليزية)
- كارول وودز على موقع قاعدة بيانات برودواي على الإنترنت (الإنجليزية)
- كارول وودز على موقع ديسكوغز (الإنجليزية)
- كارول وودز على موقع قاعدة بيانات الفيلم (الإنجليزية)